# خوسيه سافيدرا
خوسيه سافيدرا (بالإسبانية: José Saavedra)‏ هو لاعب كرة قدم مكسيكي، ولد في 25 أكتوبر 1992.